# 蓬泰拉尼卡山

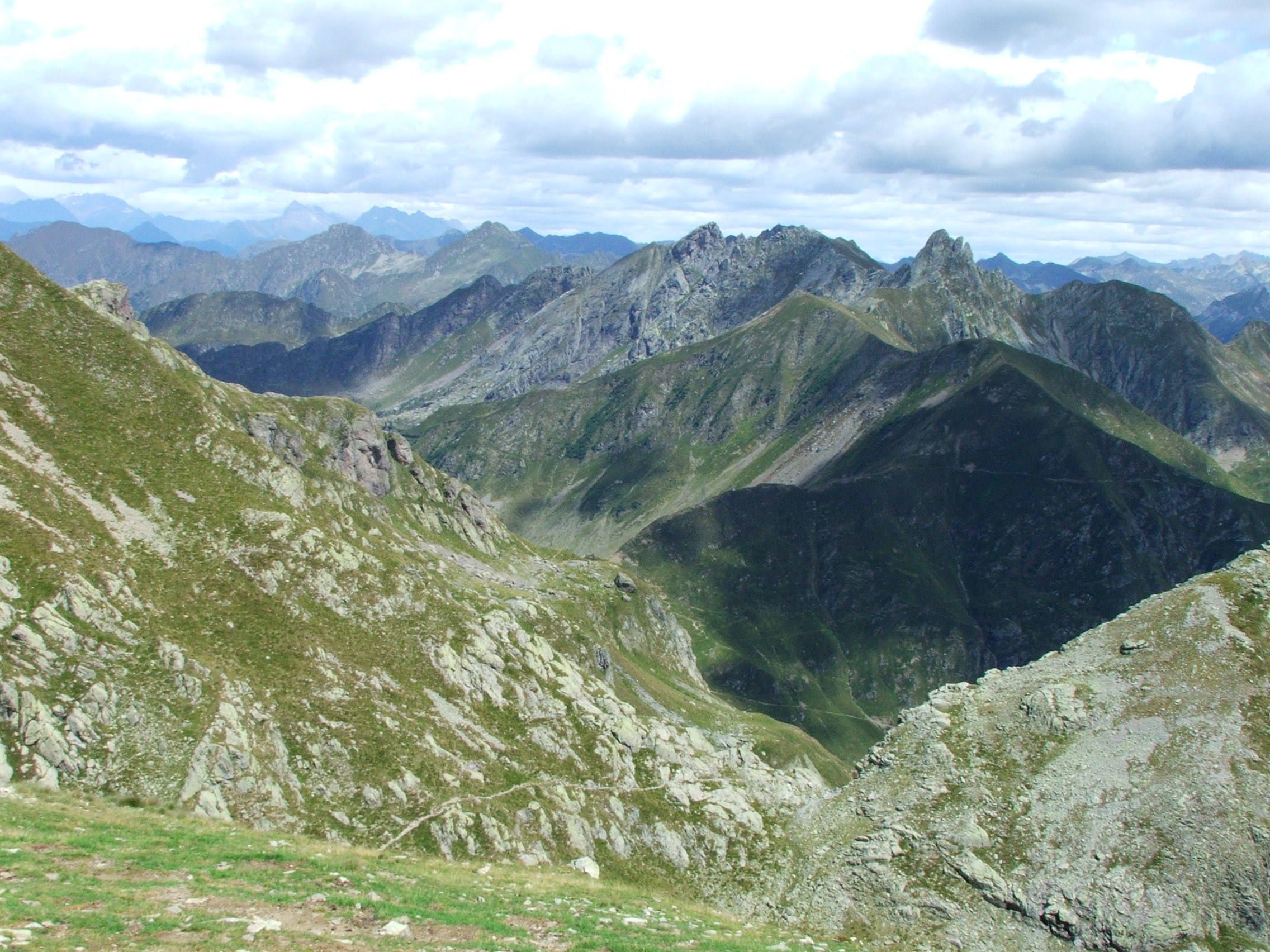

46°01′47″N 9°35′41″E / 46.02972°N 9.59472°E
蓬泰拉尼卡山（義大利語：Monte Ponteranica），是意大利的山峰，位於該國北部，由倫巴第大區負責管轄，屬於貝爾加莫阿爾卑斯山脈的一部分，海拔高度2,378米。